# Malakbel

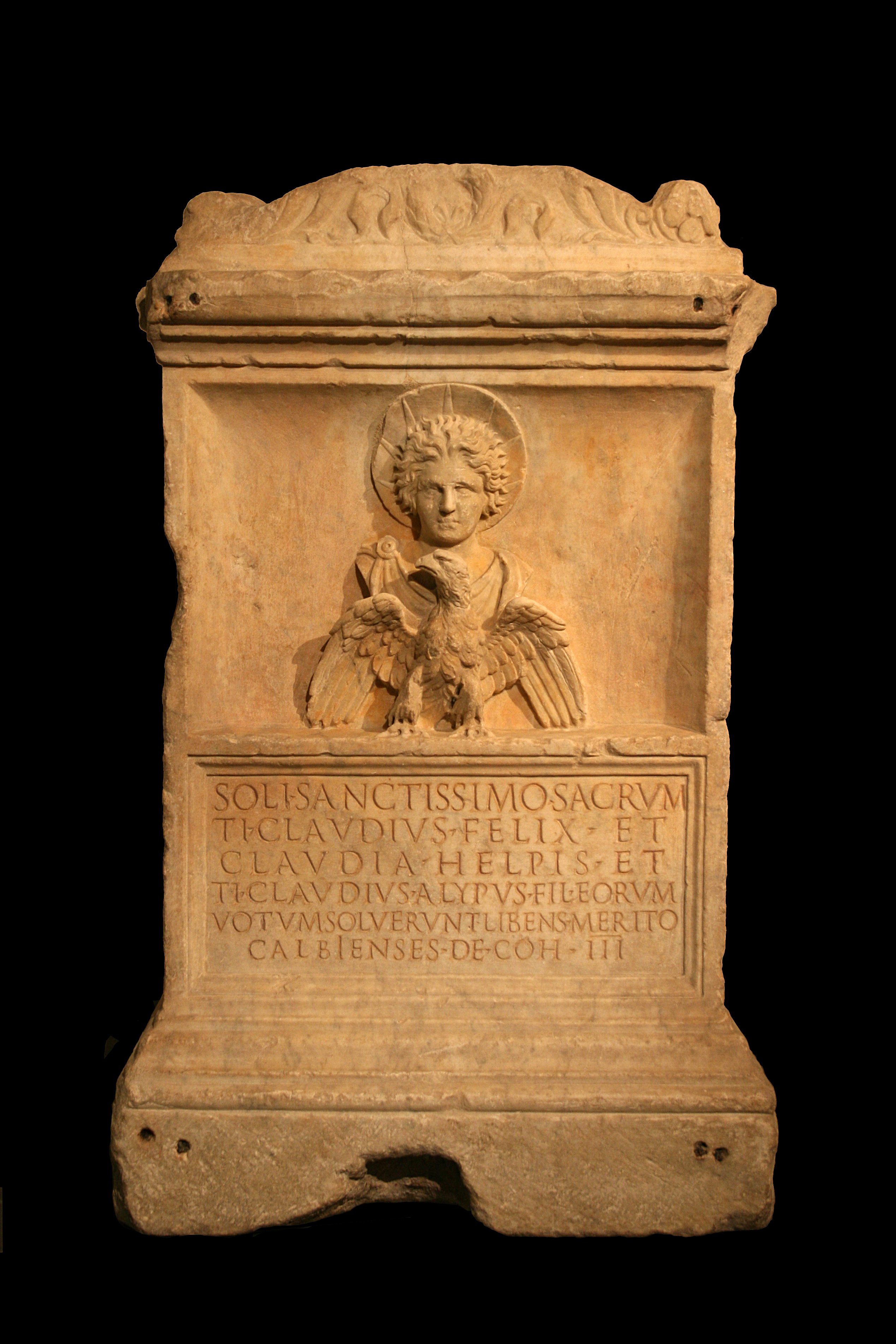
Altar dedicado al dios Malakbel (Sol), los Museos Capitolinos de Roma.

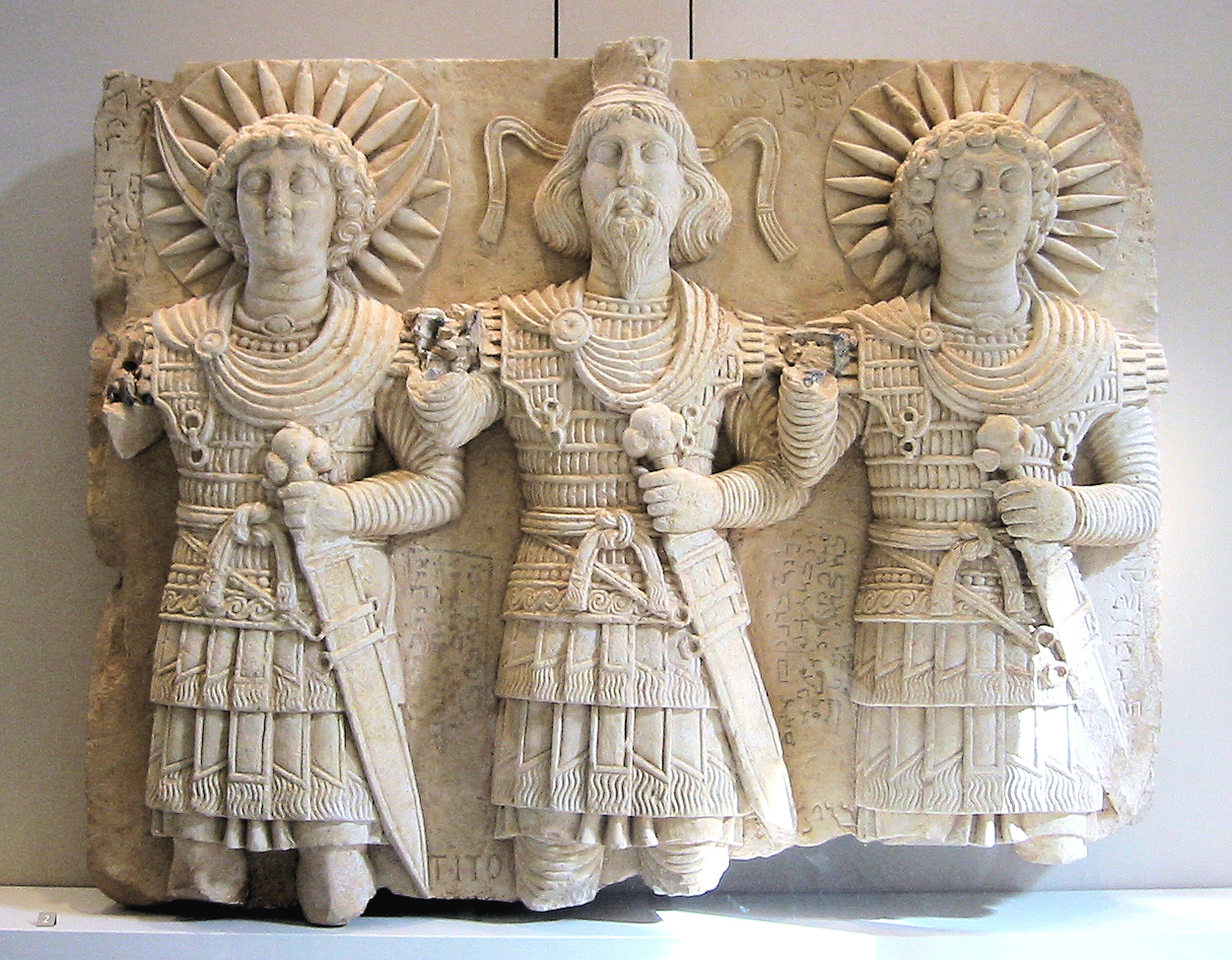
Tríada de divinidades de Palmira: el dios lunar Aglibol, el dios supremo Baalshamin y el dios solar Malakbel,. Encontrado cerca de Bir Wereb, Wadi Miyah, Siria, Museo del Louvre.

Malakbel fue una deidad solar en la antigua ciudad preislámica Siria de Palmira. Su nombre, en arameo significa «Mensajero de Baal» («Mensajero o Ángel del Señor»).
Los griegos le identificaban con Hermes y los romanos con Sol. En Babilonia, era también equivalente al dios solar Shamash.
En Palmira, su lugar de culto principal, solía estar acompañado por la deidad lunar Aglibol y eran adorados, fundamentalmente por la tribu Bene Komare, en un santuario llamado de los Jardines Sagrados. En ocasiones, junto a Aglibol, se encontraba el dios supremo Baalshamin, formando en este caso, una famosa tríada local que celebraba la eternidad celeste y los beneficios del calor vinculado a la humedad. Otras veces se le encontraba acompañado de la diosa Al-lat.
Las cuatro estaciones anuales de su vida, que simbolizaban el ciclo anual del sol se encuentran representadas en un altar de mármol en Palmira, lo mismo que formando parte de la tríada (ver figura), llevando los tres una armadura romana, como símbolo de veneración también por Roma, donde habría llegado traído por los soldados de Palmira enrolados en el ejército romano.